# Herb powiatu grodziskiego (mazowieckiego)
Herb powiatu grodziskiego – jeden z symboli powiatu grodziskiego, ustanowiony 25 stycznia 2001

## Wygląd i symbolika
Herb przedstawia na tarczy w polu czerwonym po prawej stronie głowę orła mazowieckiego zwróconą w lewo i po lewej stronie herb Bogoria z herbu Grodziska Mazowieckiego. 